# Pequeñas esperanzas
Pequeñas Esperanzas fue una miniserie de origen paraguayo emitida por el canal Paraguay TV y Paravisión y fue la primera miniserie paraguaya en ser dirigida a un público infantil, protagonizada mayoritariamente por niños y niñas. La primera temporada estuvo producida íntegramente en dicho país, a cargo de la productora audiovisual Tesla Movie y bajo la supervisión de la ONG Good Neighbors Paraguay. Las grabaciones se iniciaron en octubre de 2017 y finalizaron en diciembre del mismo año.

## Argumento
La historia transcurre en Areguá, Departamento Central, y narra las vivencias de un grupo de estudiantes de quinto grado de la escuela pública "28 de Marzo". Bajo la guía de la profesora Alma, interpretada por Bianca Rolón, los alumnos, entre ellos Ana Paula, Daniel, Claudia, Mauricio, Jorge, Matías "Peque", Hugo "Hugordo", Andrés, José Enrique, Diana, Gabriela, Liz Valeria y otros, enfrentan desafíos inesperados mientras persiguen sus sueños. La trama se complica cuando el profesor Luis, de sexto grado, roba dinero de la fundación y la directora Mirtha acusa injustamente a Raimundo, el albañil de la escuela. Finalmente, a Dani, Mauri y Peluca, la verdad sale a la luz: el profesor Luis es detenido, Raimundo es liberado y los niños organizan un partido de fútbol benéfico.
Dani y Mauri, dos de los protagonistas, enfrentan problemas únicos; por ejemplo, Dani es alcanzado por un rayo que le otorga la capacidad de ver el futuro y el pasado, lo que conflictos entre ellos. Los antagonistas, Edgar "Chato" y Lucas "Peluca", traman un plan para que los protagonistas enciendan un petardo en la escuela, pero fracasan cuando Chato enciende el petardo en su mano, terminando con una quemadura. Finalmente, Chato decide dejar de ser amigo de Peluca.
Claudia, por su parte, se siente triste porque su padre es muy estricto y no le permite jugar al fútbol. Intenta devolver su taquilla a su madrina, pero la situación da un giro cuando su padre la ve jugar, anotar un gol de penalti y finalmente la perdona.
Por otro lado, Ana Paula muestra actitudes egoístas y soberbias con sus compañeras. Andrés desea hablar con ella, pero ella rechaza la conversación porque considera que Andrés es muy sucio. Al mismo tiempo, insiste en que solo su familia y amigos cercanos pueden llamarla Ana Pau. Sin embargo, el padre de Ana Paula es muy amable con Andrés y lo lleva a su casa, donde su padre trabaja en la parada vendiendo frutas. No obstante, Ana Paula comienza a comprenderlo después de que él la salva de una lagartija que quedó atrapada en su espalda Tras este incidente, Ana Paula se convierte en amiga de Andrés y le permite llamarla Ana Pau. Paralelamente, Ana Paula también es amiga de Gabi. En un incidente, al intentar ofrecerle un pedazo de pizza que había lamido con la lengua a Liz Valeria, quien lo encuentra desagradable, Ana Paula apropósito deja caer el pedazo, pero tropieza con Peque y derrama su jugo de naranja sobre él. Además, Ana Paula se enfada con Gabi porque esta se hizo amiga de Diana y Liz Valeria, pero finalmente termina perdonándolas a ambas.
Por otro, Matías "Peque" encuentra a un perro en una casa abandonada, al que bautiza con el nombre de "Guardián". A este perro le encanta el dulce de guayaba, y al final se revela que en realidad estaba perdido y su verdadero nombre es "Rocky". El dueño del perro recompensa a Matías con un cachorro al que llaman "Guardiancito".

## Producción
La producción estuvo a cargo de Tesla Movie, una productora paraguaya, como parte de los proyectos especiales de la organización no gubernamental Buenos Vecinos, activa en el país. Esta organización ofrece una variedad de programas para el desarrollo integral de los jóvenes y sus comunidades, incluyendo salud, educación y asistencia de emergencia, entre otros.
La miniserie se compuso de ocho episodios, cada uno con una duración de media hora. Está protagonizada por niños y niñas que, a lo largo de la historia, se enfrentan a diversos conflictos. Estos los resuelven mediante valores y cambios positivos que impactarán de manera gradual en su futuro. El programa tiene como objetivo proporcionar contenido motivacional y entretenido, adecuado para niños y adolescentes. Los niños involucrados en la miniserie contaban con experiencia previa en cortometrajes, publicidades, programas de televisión, obras teatrales y videoclips, incluyendo "Viajando voy" de Tierra Adentro, entre otros. En 2017, se llevó a cabo un casting abierto en Asunción y Areguá, donde se seleccionaron a los actores principales. Buenos Vecinos adoptó la política de respetar los derechos de las niñas, niños y adolescentes durante la filmación, una práctica que la productora mantuvo durante todo el proceso creativo. “En un contexto televisivo actual con escaso contenido para niños, 'Pequeñas Esperanzas' ofrece una propuesta innovadora al público paraguayo y representa una oportunidad para que los artistas jóvenes muestren su talento en un drama de aventura y ficción”, expresaron desde Buenos Vecinos.

## Episodios
- Capítulo 1: La historia comienza con todos los niños en el aula recibiendo una lección sobre la contaminación. Sin embargo, los protagonistas, Daniel y Mauricio, son enfrentados por Edgar "Chato" y Lucas "Peluca", quienes los instigan a encender un petardo en la casa de Raimundo, un agricultor perezoso. Ellos sospechan que Chato y Peluca informaron a la directora sobre algo indebido que habían hecho.
- Capítulo 2: Mientras Daniel y Mauricio ingresan a la casa de Raimundo con la intención de encender el petardo, Raimundo llega inesperadamente, lo que provoca que los niños huyan. Dani es alcanzado por un rayo y queda inconsciente. Posteriormente, la directora Mirta de la escuela acusa injustamente Raimundo de haber robado dinero de la fundación; en consecuencia, llama a la policía sin previo aviso, y este es llevado directamente a la cárcel.
- Capítulo 3: Matías encuentra un perro perdido y solo en una casa abandonada, decide adoptarlo y lo llama Guardián. Más tarde, Dani descubre que tiene problemas cerebrales que le permiten prever el futuro. Esto se evidencia cuando Dani y Mauri visitan una tienda donde trabaja Mauro, el padre de José Enrique. Dani intenta recargar su teléfono, pero un electricista sufre un accidente al pedirle a Mauro unas pinzas eléctricas. En medio del caos, Dani roba el teléfono de Mauro, y sorprendentemente, el accidente del electricista ocurre en la realidad. Por otro lado, Gabi visita a Ana Paula, quien confiesa sentir vergüenza porque su padre envió a Andrés a su casa. Mientras tanto, José Enrique y sus amigos alcanzan un gran éxito al grabar un video de Jorge haciendo malabares con el balón.
- Capitulo 4: La jornada inicia con la directora informando sobre el robo del dinero de la escuela; no obstante, Dani encuentra el dinero que se le había caído a la cantinera Rossi. Este hecho provoca que Chato y Peluca se enfurezcan con Dani y su amigo Mauri.
- Capítulo 5: Los estudiantes la clase están preparados para llevar a cabo un ejercicio práctico sobre cómo se imaginarían a sí mismos en el futuro como adultos. Sin embargo, Mauricio confronta a Dani con enojo al descubrir que robó el dinero de la cantinera, lo que desencadena una pelea entre ambos. La situación se torna tensa, pero finalmente, Dani y Mauricio se reconcilian y renuevan su amistad. No obstante, sus adversarios, Chato y Peluca, reaparecen con el mismo petardo y un encendedor nuevo, con la intención de detonarlo en la secretaría. En un giro inesperado, Chato enciende el artefacto mientras lo sostiene en su mano, provocando una explosión que le ocasiona una herida al estallar.
- Capítulo 6: Este episodio fue censurado en numerosos países debido a su contenido violento, aunque se emitió sin restricciones en Paraguay y Argentina. Chato termina hospitalizado tras quemarse la mano con un cebollón, lo que le provoca una gran desgracia, rompe su amistad con Peluca y además genera conflictos con Dani y Mauri. Por otro lado, el padre de Matías "Peque" intenta vender dulce de guayaba cuando el dueño de Guardián asegura que su perro está allí, y él lo confirma. El padre de Claudia descubre que su hija juega al fútbol, se enfada con ella y se retira a su habitación. Sin embargo, Dani logra descubrir quién robó el dinero de la escuela.
- Capítulo 7: Los protagonistas intentan localizar la casa del ladrón que sustrajo el dinero. Peluca se reconcilia con Dani y Mauri, ofreciéndoles disculpas por su comportamiento inadecuado, y juntos se dirigen a la vivienda del culpable. Andrés, por su parte, visita la tienda del padre de Ana Paula, donde también trabaja el progenitor de Andrés. Al llegar Ana Paula, una lagartija se desliza por su espalda, y, avergonzada, toca la mano sucia de Andrés para retirarla. Su padre le señala que ella es la realmente pobre y ofrece disculpas a Andrés y los demás presentes.Por otro lado, Claudia se encuentra triste porque su padre desaprueba que juegue al fútbol, considerándolo un deporte exclusivo para varones, y rechaza los botines que le regaló su madrina. Asimismo, el profesor Luis está en hospital acompañando a su madre moribunda, sintiéndose casi abrumado por la situación. Mientras tanto, Gaby, Diana y Liz Va se convierten en amigas inseparables y comparten la peluquería de la madre de Gaby. Finalmente, Chato tiene una pesadilla en la que le lanzan piedras, pero despierta con la noticia de que su madre ha regresado de España para reunirse con él.
- Capitulo 8: Finalmente, al llegar a la casa del ladrón, descubrieron que el profesor Luis había sustraído el dinero de la escuela. Dani tenía razón, y junto con Mauri y Peluca, acudieron a estación de policía para alertar a las autoridades. Simultáneamente la directora Mirta seata de que Dani conoce la identidad del culpable e intenta revelarla, hasta que el profesor Luis llega y aclara que lo que había hecho. Fue un jueves por la noche cuando tomó el dinero que necesitaba para comprar medicinas y salvar la vida de su madre enferma, lo cual resultó en que Raimundo fuera acusado injustamente. Más tarde, Raimundo es liberado y regresa a su trabajo en la escuela, mientras que el profesor Luis es arrestado. Ese mismo sábado, todo está listo para el partido de fútbol; los niños están preparados para enfrentarse a la escuela del doctor Cárdenas. Sin embargo, el padre de Claudia está indignado con su amigo que llegó tarde al trabajo, quien asegura que su hija jugará y lleva su nueva taquilla, un obsequio de su madrina.El hombre, lleno de furia, se dirige apresuradamente hacia la escuela con la intención de enfrentarse a ella. Por otro lado, Ana Paula ofrece disculpas a todas sus amigas, incluida Gaby, con quienes había tenido un conflicto. Posteriormente, los propietarios del perro Rocky recompensan a Matías Peque con un nuevo cachorro llamado "Guardiancito", muy similar a Rocky, al que ha cuidado desde que perdió a su anterior mascota. Posteriormente, Andrés se encuentra con Ana Paula, se disculpa nuevamente y establecen una amistad. Ana Paula, en tono de broma, menciona que fue atropellada sin querer, mientras Gaby comenta que le agrada esta nueva versión de Ana Paula. Ella responde que desea enojarse nuevamente, pero aclara que, una vez más, era solo una broma. La profesora Alma está preocupada por las acciones del profesor Luis al robar dinero, quien ahora se encuentra solo en la cárcel. Por otro lado, el padre de Claudia y su amigo mecánico asisten a verla jugar fútbol; ella demuestra ser una excelente jugadora y, durante el partido, recibe la oportunidad de ejecutar un tiro penal. Claudia ejecuta el penal, marca un gol y su padre celebra con alegría. Se siente orgulloso de su hija, quien jugó de manera destacada al fútbol, y decide perdonarle sus errores del pasado, valorando que ha dejado atrás actitudes egoístas y groseras. Le promete amarla aún más. Posteriormente, Dani comenta a Mauri que todo concluyó favorablemente y, finalmente, se pregunta quién fue impactado por el rayo, mientras en el cielo aparecen nubes y la palabra "Fin". Para cerrar, se presentan tomas falsas y escenas detrás de cámaras de la serie.

## Personajes principales

### Los Adultos
- Directora Mirta: Ella es la directora de la escuela 18 de Marzo y fue la responsable de custodiar los fondos de la fundación. Encargó a Raimundo la tarea de guardar el dinero, pero sospechaba que él se lo había robado. Sin embargo, al final, Raimundo fue exonerado y reveló que el verdadero culpable era el profesor Luis, quien había orquestado el robo de los fondos. Finalmente, la directora se sintió aliviada y feliz. La obra está protagonizada por Alesha Mojoli.
- Profesora Alma: La maestra de quinto grado es muy alegre y siempre ayuda a todos sus alumnos. De niña, fue bailarina de ballet, pero luego se retiró. La historia está protagonizada por Bianca Rolón.
- Profesor Luis: El profesor del sexto grado, junto con Chato y Peluca, inicialmente se mostró tranquilo y correcto, pero en el último capítulo, los niños y el maestro descubrieron que él era el verdadero culpable del robo y la pérdida del dinero de la fundación. Rompió el silencio y fue arrestado en lugar de Raimundo. Su madre, que estaba gravemente enferma, falleció asfixiada en el penúltimo capítulo. La serie está protagonizada por Jorge del Valle.
- Raimundo: Un empleado de la escuela, descrito como inútil, torpe y perezoso, fue acusado injustamente de robar dinero de la fundación. Sin embargo, al final fue liberado y declarado inocente, ya que se descubrió que el verdadero culpable era el profesor Luis.

### Los Niños
- Daniel o Dani: Dani, un niño de 10 años, bueno y tranquilo, y sus amigos son atacados por Chato y Peluca en el primer capítulo. Dani es encargado de detonar un cebollón o dinamita en una casa, pero por error entran a la casa de Raimundo. Después de huir bajo la lluvia con sus amigos, un rayo cae cerca de él, dejándolo muy herido y casi sordo, incapaz de escuchar bien. Se refugia en un antiguo ferrocarril, donde su estado empeora. En el capítulo 4, Dani encuentra dinero en el suelo, que resulta ser de la cantinera de la escuela Rossi. Chato y Peluca lo descubren y se pelean, llamándole "Mbondajá" (ladrón). Al salir a la calle, sus amigos lo golpean y él y Mauricio dejan de ser amigos, aunque al final se reconcilian. El personaje es interpretado por Ezequiel Zelaya.
- Matías "Peque": Es un niño de 10 años que a veces molesta a "Ana Paula" o se tropieza con ella. Tiene un perro llamado Guardián, cuyo verdadero nombre es Rocky, que fue encontrado en una casa abandonada. Este perro realiza travesuras en su hogar, como derramar dulce de guayaba, que le gusta mucho a Guardián/Rocky. Al final, el dueño de Guardián/Rocky le obsequia otro perro similar a Guardián, al que llama Guardiancito, interpretado por Fabricio Lloret.
- Edgar "Chato": Es un chico de 12 años en sexto grado y el principal antagonista junto a Lucas Peluca. Él y Peluca son adversarios de los alumnos de quinto grado, incluidos Dani, Mauri, Jorge y Hugordo. En el primer episodio, temen ser castigados al pensar que Raimundo informó a la directora Mitra sobre los ladrillos que estaban removiendo. Al concluir el día, confrontan al grupo de quinto grado, les sustraen las mochilas y les exigen detonar un petardo en la residencia de Raimundo. No obstante, cuando Dani y Mauri se niegan a prender la mecha, son agredidos. En el quinto capítulo, Chato prende la dinamita, que detona cerca de ellos, y en el sexto, sufre una quemadura en el brazo debido a la explosión, lo que provoca su distanciamiento de Peluca. Reside con sus abuelos porque su madre partió hacia España, y al final del séptimo capítulo, se produce el reencuentro con su madre, representada por Bruno Galeano.
- Lucas "Peluca": Él es amigo de Chato y adversario de Dani y Mauricio. Siempre ha sido amigo de Chato desde el preescolar y, al final, se hace amigo de Dani y Mauricio. Juntos, emprenden la búsqueda del delincuente que robó el dinero de la escuela. El personaje es interpretado por Lucas González.
- Mauricio o Mauri: Mauricio, el mejor amigo de Dani, siempre estuvo a su lado, pero tuvieron una pelea cuando Dani encontró dinero robado de la cantinera Rossi en el suelo y sufrió heridas en la cabeza y la cara. Al final, Mauricio se reconcilia y renueva su amistad con Dani y Peluca, personaje interpretado por Sebastián López.
- Jorge: Es un niño de 11 años, un excelente jugador de fútbol que domina el balón con habilidad. Su sueño es jugar en Inglaterra, en equipos como el Manchester United o el Bayern Múnich. Su ídolo es Roque Santa Cruz y es un ferviente seguidor del Club Olimpia, personificado por Tomás Mendieta.
- Hugo "Hugordo": Es un niño obeso, fuerte y perezoso, pero un buen amigo de Jorge, José, Mauri y Andrés. Aunque holgazán, demuestra gran inteligencia al contar monedas y sumar. Es un ferviente fanático del Club Cerro Porteño y de Nelson Haedo Valdez. Interpretado por Carlos Cáceres.
- Andrés: Andrés, un niño de 10 años, siempre conversa con Ana Paula. Sin embargo, ella piensa que Andrés es muy descuidado y prefiere que no la llame Ana Pau, un apodo reservado solo para sus amigos y familiares. A pesar de esto, al final, Andrés y Ana Paula terminan siendo amigos. El personaje es interpretado por Lucas Oviedo.
- José Enrique: Es un niño de 10 años con doble nacionalidad, español y paraguayo, y es un Youtuber que publica vídeos sobre juegos, fútbol y mucho más. Está interpretado por Carlos Melgarejo.

### Las Niñas
- Ana Paula o Ana Pau: Es una niña de 10 años, encantadora pero también envidiosa, egoísta y vanidosa. Siempre está acompañada por Gaby; ambas son maliciosas y sienten aversión por la suciedad, especialmente hacia Andrés, a quien evitan constantemente. Sin embargo, un día en el almacén de su padre, Andrés le quita una lagartija de la espalda. Aunque ella lo rechaza, su padre la obliga a disculparse con él. Finalmente, tras un conflicto con sus amigas, logran reconciliarse. Este personaje es interpretado por Johanna Sandoval.
- Claudia: Ella es una niña de nueve años con una gran pasión por el fútbol, a pesar de la actitud grosera y egoísta de su padre, quien sostiene que el fútbol es exclusivo de los varones. No obstante, durante un torneo escolar, su padre atestigua su talento y observa cómo anota un gol decisivo de penal, lo que provoca un cambio en su perspectiva. Arrepentido, pide disculpas a su hija, y juntos recuperan la alegría. Camila Rodas interpreta esta historia.
- Gabriela o Gaby: Es una niña de 9 años, amiga de Ana Paula, que siempre interrumpe cuando lee algo, y al final termina siendo amiga de todas en su salón.
- Diana: Es una niña de diez años aplicada y estudiosa que aspira a ser azafata de aviones cuando crezca.
- Liz Valeria o Liz Va: Es una niña de 13 años, buena amiga de Diana y Gabi. Ella siente repulsión por la suciedad, y en el caso de Ana Paula, estaba a punto de compartir su pizza después de haberse lamido la boca.

## Reparto
- Jorge del Valle : Profesor Luis
- Bianca Rolón : Profesora Alma
- Ayesha Mojoli : Directora Mirta
- Yoni Irala : Raimundo
- Ezequiel Zelaya : Daniel Agustín
- Sebastian Lopez: Mauricio
- Lucas González: Edgar "Chato"(†)
- Bruno Galeano: Lucas "Peluca"
- Johanna Sandoval: Ana Paula Báez "Ana Pau"
- Camila Rodas: Claudia
- Fabrizio Lloret: Matias "Peque"
- Lucas Oviedo: Andrés
- Tobías Mendieta: Jorge
- Carlos Melgarejo: José Enrique
- Carlos Cáceres: Hugo "Hugordo"Vidal Amarilla
- Anna Escauzida: Gabriela "Gabi"
- Regina Medina: Diana
- Giovanna Meza: Liz Valeria "Liz Va"

## Emisión y Estreno
El estreno oficial de la miniserie se llevó a cabo el 28 de diciembre de 2017 en la Sala XD de los cines Cinemark (Paseo La Galería). El teaser promocional fue lanzado en YouTube el 1 de enero de 2018, con una duración de 10 minutos.
El estreno televisivo tuvo lugar el 20 de enero de 2018 a las 8:30 horas, mientras que la repetición se emitió el mismo día a las 15:30 horas y actualmente transmite todos los lunes y viernes a las 15:30 horas. La cadena de argentina TV Pública realizó la transmisión en ese país, aunque se desconoce la fecha del estreno. El episodio final se emitió el 10 de marzo con una buena recepción por parte de la audiencia. 
Actualmente se ve en par de países como Colombia, México, Perú y otros más.

### Emisión Internacional
TV Pública 2018
  Señal Colombia 2018 
  Canal Once 2018 
  TVN 2019 
  Bolivia TV 2019 
  Ecuavisa / Ecuador TV 2019 
 TV Perú 2019 
 Repretel 
  Educa 
  TVes
- Datos: Q51881231